# Атмосфера Венеры
Атмосфера Венеры — газовая оболочка, окружающая Венеру. Состоит в основном из углекислого газа и азота; другие соединения присутствуют только в следовых количествах. Содержит облака из серной кислоты, которые делают невозможным наблюдение поверхности в видимом свете, и прозрачна лишь в радио- и микроволновом диапазонах, а также в отдельных участках ближней инфракрасной области. Атмосфера Венеры намного плотнее и горячее атмосферы Земли: её температура на среднем уровне поверхности составляет около 740 К (467 °C), а давление — около 93 бар.
Атмосфера Венеры находится в состоянии сильной циркуляции и вращения. Она делает полный оборот всего за четыре земных дня, что более чем в 60 раз меньше периода вращения планеты (243 дня). На ночной стороне в верхних слоях атмосферы Венеры зондом Venus Express обнаружены стоячие волны. Ветра́ на уровне верхней границы облаков достигают скорости 100 м/с (~360 км/ч), что превышает скорость вращения точек на экваторе планеты в 60 раз. Для сравнения, на Земле самые сильные ветры имеют от 10 % до 20 % скорости вращения точек на экваторе. Но по мере уменьшения высоты скорость ветра снижается, и у поверхности достигает значений порядка метра в секунду. Над полюсами существуют антициклонические структуры, называемые полярными вихрями. Каждый вихрь имеет двойной глаз и характерный S-образный рисунок облаков.
В отличие от Земли, Венера не имеет магнитного поля, и её ионосфера отделяет атмосферу от космического пространства и солнечного ветра. Ионизированный слой не пропускает солнечное магнитное поле, придавая Венере особое магнитное окружение. Оно рассматривается как индуцированная магнитосфера Венеры. Лёгкие газы, в том числе водяной пар, постоянно сдуваются солнечным ветром через индуцированный хвост магнитосферы. Предполагается, что около 4 миллиардов лет назад атмосфера Венеры была больше похожа на земную, а на поверхности была жидкая вода. Необратимый парниковый эффект, возможно, был вызван испарением поверхностной воды и последующим повышением уровней других парниковых газов.
Несмотря на экстремальные условия на поверхности планеты, на высоте 50—65 км атмосферное давление и температура практически такие же, как на поверхности Земли. Это делает верхние слои атмосферы Венеры наиболее похожими на земные в Солнечной системе (причём даже больше, чем на поверхности Марса). Из-за сходства давления и температуры, а также того факта, что смесь для дыхания человека (20,9476 % кислорода, 78,084 % азота) на Венере является поднимающимся газом (так же, как гелий является поднимающимся газом на Земле), верхние слои атмосферы были предложены учёными в качестве подходящего места для исследования и колонизации.

## Структура и состав

### Состав

Состав атмосферы Венеры. Справа — все компоненты, кроме углекислого газа и азота (вместе составляющие менее одной десятой доли процента).

Атмосфера Венеры состоит из углекислого газа, небольшого количества азота и ещё меньшего — других веществ. Хотя процентное содержание азота там намного меньше, чем в атмосфере Земли (3,5 % против 78,084 %), его общая масса примерно вчетверо больше. Это результат того, что атмосфера Венеры значительно плотнее земной.
В атмосфере Венеры есть и другие компоненты, но в очень малом количестве. Это диоксид серы (SO2), водяной пар (H2O), угарный газ (CO), инертные газы, хлороводород (HCl) и фтороводород (HF). Водорода в атмосфере Венеры относительно мало. Вероятно, большое количество водорода было рассеяно в космосе, а остальная часть связана, в основном в составе серной кислоты и сероводорода. На потерю планетой большого количества водорода указывает высокое содержание в оставшемся водороде дейтерия (он, как тяжёлый изотоп, теряется медленнее). Доля дейтерия составляет 0,015—0,025, что в 100—150 раз выше, чем земное значение 0,00016. В верхних слоях атмосферы Венеры это соотношение в 1,5—2 раза выше, чем в целом по атмосфере.

### Тропосфера

#### Общая характеристика

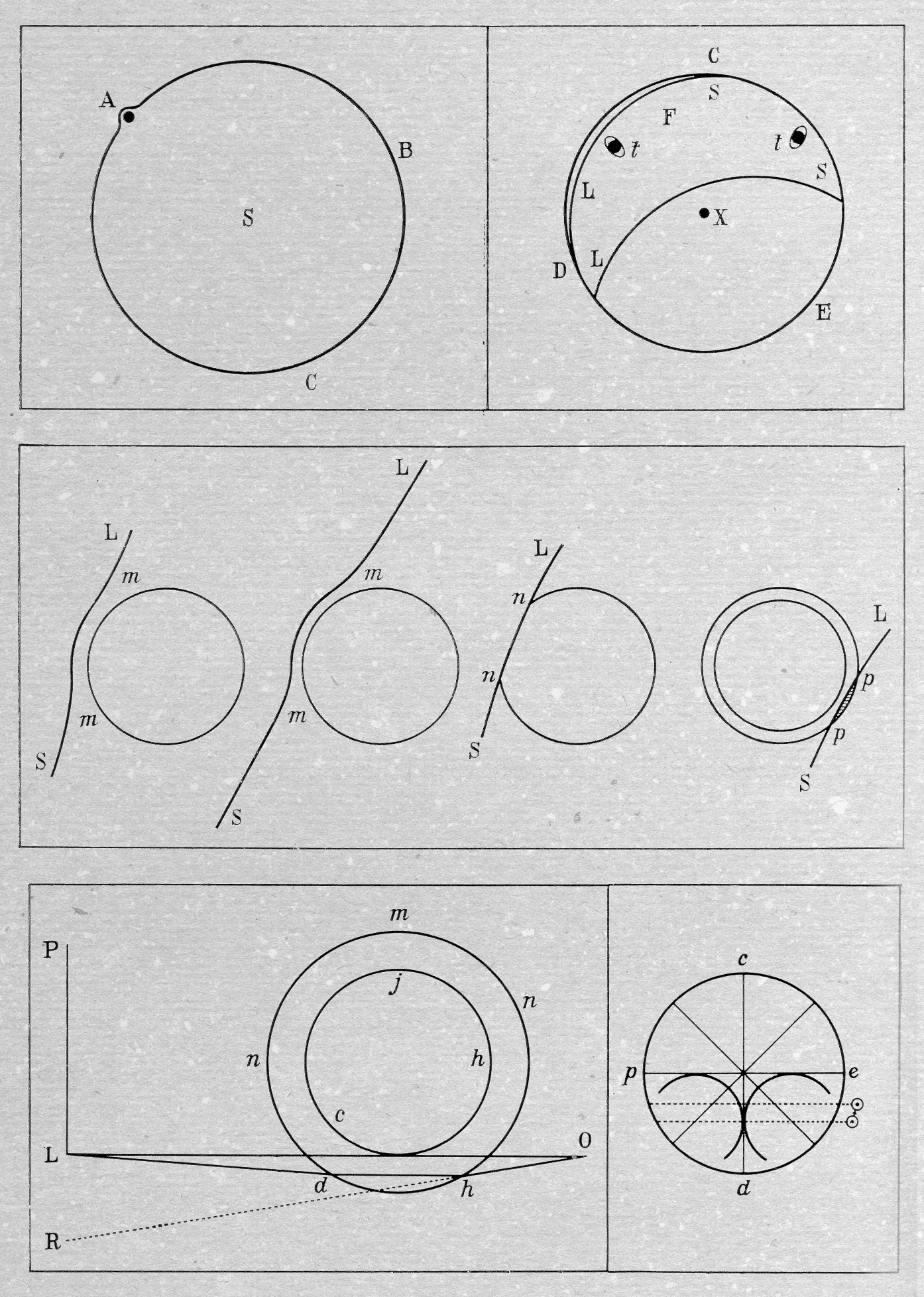
Прохождение Венеры по диску Солнца. Рисунок, выполненный Михаилом Ломоносовым в его работе 1761 года по открытию атмосферы Венеры

Атмосфера Венеры разделена на несколько слоёв. Наиболее плотная часть атмосферы — тропосфера — начинается на поверхности планеты и простирается до 65 км. Ветры у раскалённой поверхности слабые, однако в верхней части тропосферы температура и давление уменьшаются до земных значений, и скорость ветра возрастает до 100 м/с.
Атмосферное давление на поверхности Венеры в 92,1 раза выше, чем на поверхности Земли, и равно давлению на глубине около 910 метров под водой. Из-за этого углекислый газ фактически является уже не газом, а сверхкритическим флюидом. Таким образом, нижние 5 км тропосферы представляют собой полужидкий-полугазообразный океан. Атмосфера Венеры имеет массу 4,8⋅1020 кг, что в 93 раза превышает массу всей атмосферы Земли и примерно равно трети массы земного Мирового океана, а плотность воздуха у поверхности составляет 67 кг/м³, то есть 6,5 % от плотности жидкой воды на Земле.
Большое количество CO2 в атмосфере вместе с парами воды, сернистым газом и составляющими облаков создаёт сильный парниковый эффект. Он делает Венеру самой горячей планетой Солнечной системы, хотя она расположена вдвое дальше от Солнца и получает на единицу площади вчетверо меньше энергии, чем Меркурий. Средняя температура её поверхности — 740 К (467 °C). Это выше температуры плавления свинца (600 К, 327 °C), олова (505 К, 232 °C) и цинка (693 K, 420 °C). Из-за плотной тропосферы разница температур между дневной и ночной сторонами незначительна, хотя сутки на Венере очень длинны: в 116,8 раз дольше земных.
|             |            |                                  |
| Высота (км) | Темп. (°C) | Атмосферное давление (× Земли):3 |
| 0           | 462        | 92,10                            |
| 5           | 424        | 66,65                            |
| 10          | 385        | 47,39                            |
| 15          | 348        | 33,04                            |
| 20          | 308        | 22,52                            |
| 25          | 266        | 14,93                            |
| 30          | 224        | 9,851                            |
| 35          | 182        | 5,917                            |
| 40          | 145        | 3,501                            |
| 45          | 112        | 1,979                            |
| 50          | 77         | 1,066                            |
| 55          | 29         | 0,5314                           |
| 60          | −10        | 0,2357                           |
| 65          | −30        | 0,09765                          |
| 70          | −43        | 0,03690                          |
| 80          | −76        | 0,004760                         |
| 90          | −104       | 0,0003736                        |
| 100         | −98        | 0,00002660                       |

Тропосфера Венеры содержит 99 % всей атмосферы планеты по массе. 90 % атмосферы Венеры находится в пределах 28 км от поверхности. На высоте 50 км атмосферное давление примерно равно давлению на поверхности Земли. На дневной стороне Венеры облака достигают высоты около 65 км, а на ночной — 90 и более км.
Тропопауза — граница между тропосферой и мезосферой — расположена чуть выше 50 км. Это высота, где условия наиболее похожи на условия на поверхности Земли. По данным измерений советских зондов от «Венера-4» до «Венера-14» и американских «Пионер-Венера-2», область от 52,5 до 54 км имеет температуру между 293 К (20 °C) и 310 K (37 °C), а на высоте 49,5 км давление становится таким же, как на Земле на уровне моря. Это оптимальная область для исследовательских кораблей или колоний, где температура и давление будут подобными земным.

#### Циркуляция

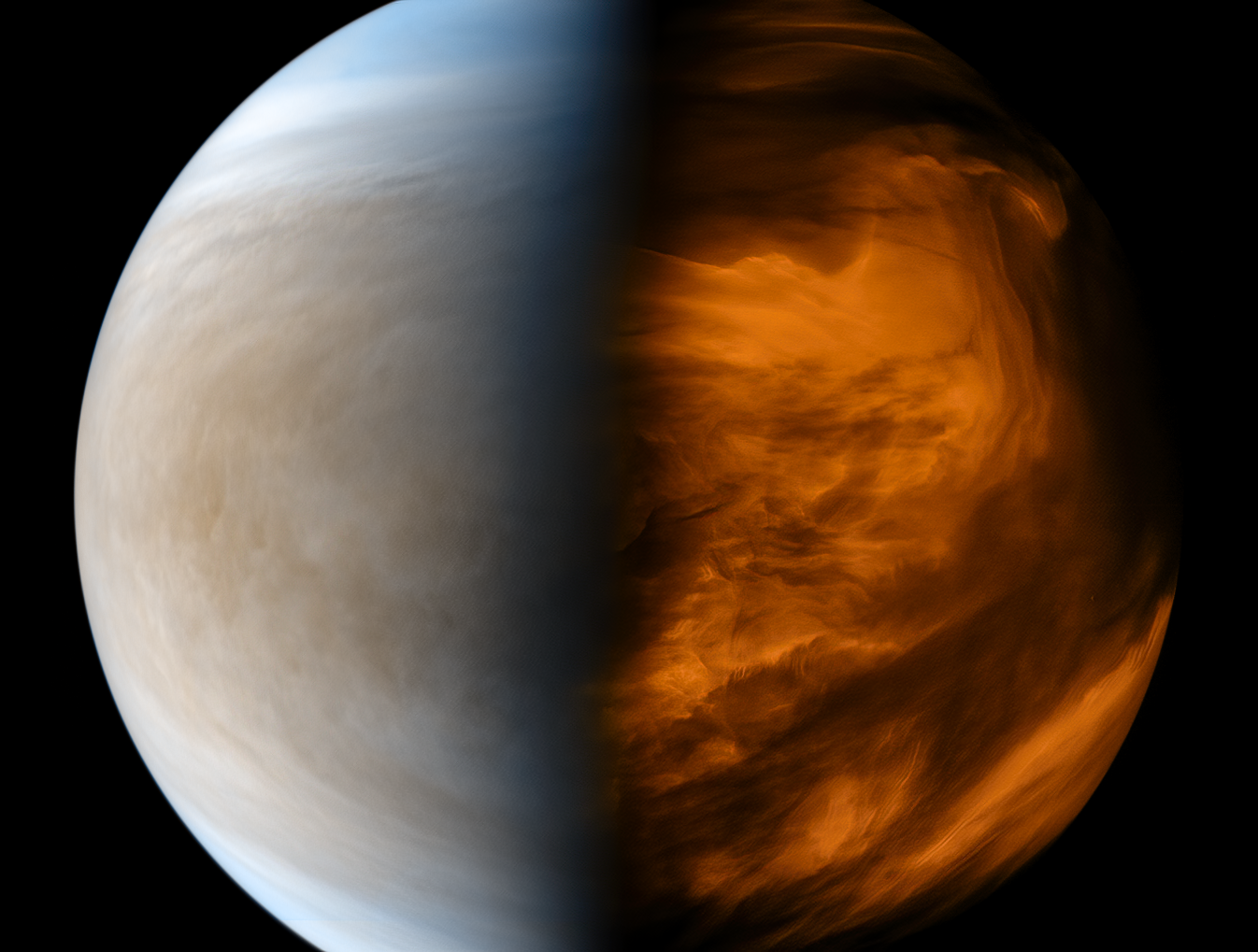
Снимок Венеры в условном цвете, инфракрасный спектр и ультрафиолетовый спектр (длина волны 365 и 283 нм), сделан Акацуки в 2016 году. Экватор проходит сверху вниз, вдоль него — V-образная неоднородность.

Циркуляция в тропосфере Венеры примерно соответствует так называемому циклострофическому приближению. При этом скорость воздушных потоков определяется балансом барического градиента и центробежных сил в почти правильном зональном воздушном течении. Для сравнения, циркуляция в земной атмосфере определяется геострофическим балансом. Скорость ветров на Венере может быть непосредственно измерена только в верхних слоях тропосферы (тропопаузе) между 60 и 70 км, что соответствует верхнему слою облаков. Движение облаков, как правило, наблюдается в ультрафиолетовой части спектра, где контраст между облаками является самым высоким. На снимках в ультрафиолетовом диапазоне АМС «Маринер-10» были обнаружены три V-образные неоднородности атмосферы, равномерно расположенные вдоль экватора:113. Линейная скорость ветров на этой высоте ниже широты 50° составляет около 100 ± 10 м/с, и они являются ретроградными (так же как направление вращения планеты). С увеличением широты ветра быстро ослабевают, и на полюсах исчезают полностью. Такие сильные ветра около верхней границы облаков делают круг вокруг планеты быстрее, чем вращается сама планета (это явление называется супервращением или суперротацией атмосферы). Супервращение на Венере является дифференциальным, то есть экваториальная тропосфера вращается медленнее, чем тропосфера средних широт. У ветров также есть сильный вертикальный градиент: их скорость по мере снижения уменьшается со скоростью 3 м/с на км. Ветра вблизи поверхности Венеры намного медленнее, чем на Земле, и имеют скорость всего несколько километров в час (как правило, менее 2 м/с — в среднем от 0,3 до 1,0 м/с). Однако из-за высокой плотности атмосферы у поверхности этого вполне достаточно для переноса пыли и мелких камней по всей поверхности, подобно медленному течению воды.

Меридиональный (север-юг) компонент атмосферной циркуляции. Меридиональная циркуляция значительно слабее, чем зональная, которая переносит тепло между дневной и ночной сторонами планеты

Предполагается, что все ветра на Венере, в конечном счёте, обусловлены конвекцией. Горячий воздух поднимается в экваториальной зоне, где наблюдается наибольший нагрев Солнцем, и направляется к полюсам. Такое явление называется ячейкой Хадли. Однако меридиональные (север-юг) движения воздуха гораздо медленнее, чем зональные ветра. Граница ячейки Хадли на Венере находится около широт ± 60°. Здесь воздух начинает спускаться и возвращается к экватору у поверхности. Такая гипотеза движения воздуха подкрепляется распространением угарного газа, который также сосредоточен в районе широт ± 60°. В диапазоне широт 60—70° существуют холодные полярные воротники. Они характеризуются температурой на 30—40 К ниже, чем верхние слои тропосферы в соседних широтах. Более низкая температура, вероятно, вызвана подъёмом воздуха в них и адиабатическим охлаждением. Такая интерпретация подтверждается более плотными и более высокими облаками в этих областях. Облака находятся на высоте 70—72 км, что на 5 км выше, чем на полюсах и меньших широтах. Между холодными воротниками и высокоскоростными струями средних широт, в которых скорость ветра достигает 140 м/с, может существовать связь. Такие струи являются естественным следствием циркуляции Хадли и должны существовать на Венере между широтами 55—60°.
В холодных полярных воротниках находятся нерегулярные структуры, известные как полярные вихри. Это гигантские ураганы, аналогичные земным штормам, но в четыре раза больше. Каждый вихрь имеет два «глаза» — центра вращения, которые связаны отчётливой S-образной структурой облаков. Такие структуры с двойным глазом также называют полярными диполями. Вихри вращаются с периодом около 3 дней в направлении общего супервращения атмосферы. Вблизи их внешних границ линейная скорость ветра достигает 35—50 м/с и уменьшается до нуля в центрах. Температура в верхних облаках полярных вихрей гораздо выше, чем в близлежащих полярных воротниках, и достигает 250 К (−23 °C). Общепринятое объяснение полярных вихрей состоит в том, что они являются антициклонами с даунвеллингом в центре и апвеллингом в холодных полярных воротниках. Этот тип циркуляции напоминает зимние полярные антициклоны на Земле, особенно над Антарктидой. Наблюдения показывают, что антициклонная циркуляция, наблюдаемая вблизи полюсов, может проникнуть на высоту 50 км, то есть до основания облаков. Полярная верхняя тропосфера и мезосфера чрезвычайно динамичны — большие яркие облака могут появляться и исчезать в течение нескольких часов. Один такой случай наблюдался зондом «Венера-экспресс» в период между 9 и 13 января 2007 года, когда южная полярная область стала на 30 % ярче. Это событие, вероятно, было вызвано выбросом в мезосферу сернистого газа, который затем сконденсировался, образуя яркую дымку.

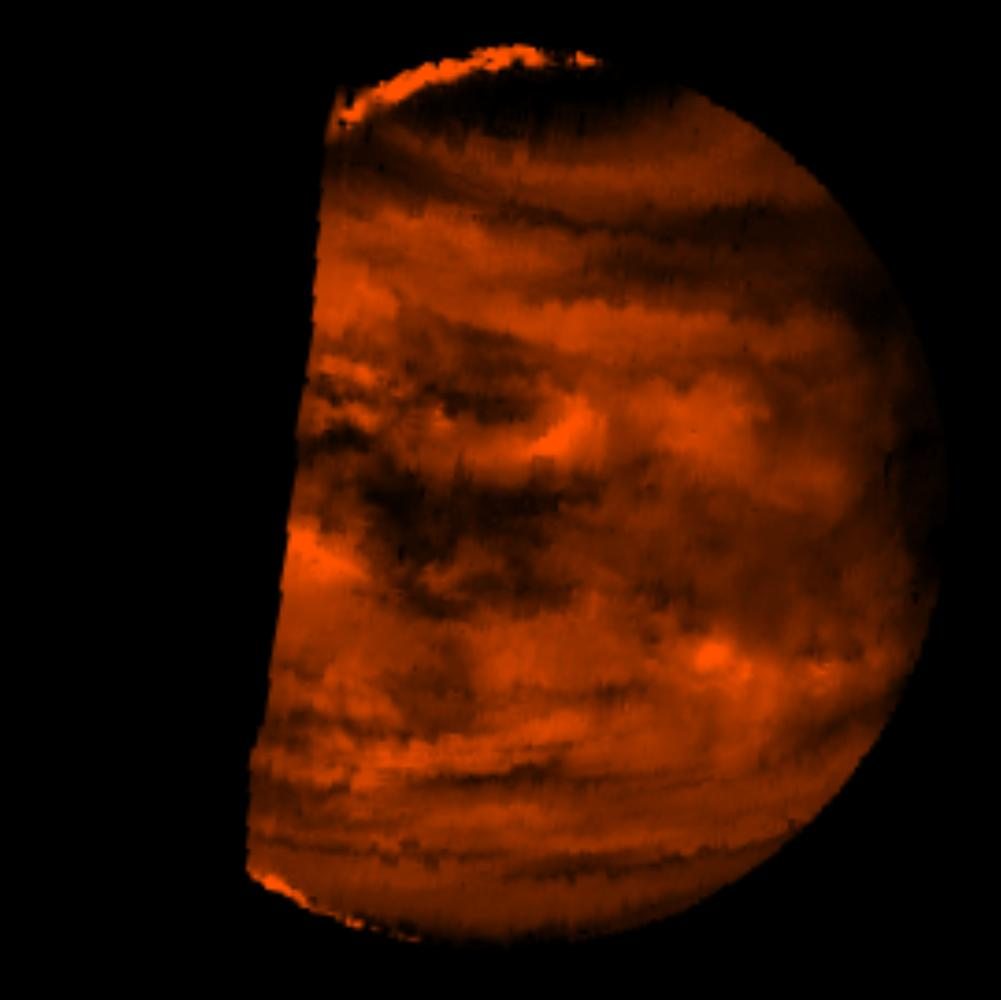
Изображение атмосферы Венеры в ближней инфракрасной области (2,3 мкм), полученное зондом Галилео.

Первый вихрь на Венере был обнаружен на северном полюсе аппаратом «Пионер-Венера-1» в 1978 году. Аналогичный вихрь с двойным глазом на южном полюсе был открыт в 2006 году зондом «Венера-экспресс».

### Верхняя атмосфера и ионосфера
Мезосфера Венеры находится на высотах между 65 и 120 км. Далее начинается термосфера, достигающая верхней границы атмосферы (экзосферы) на высоте 220—350 км.
Мезосфера Венеры может быть разделена на два уровня: нижний (62—73 км) и верхний (73—95 км). В первом слое температура почти постоянна и составляет 230 К (−43 °C). Этот уровень совпадает с верхней границей облаков. На втором уровне температура начинает понижаться, опускаясь на высоте 95 км до 165 К (−108 °C). Это самое холодное место на дневной стороне атмосферы Венеры. Далее начинается мезопауза, которая является границей между мезосферой и термосферой и находится между 95 и 120 км. На дневной стороне мезопаузы температура возрастает до 300—400 К (27—127 °C) — значений, преобладающих в термосфере. В противоположность этому, ночная сторона термосферы является самым холодным местом на Венере: её температура — 100 К (−173 °C). Её иногда называют криосферой. В 2015 году с помощью зонда «Венера-Экспресс» учёные зафиксировали тепловую аномалию в промежутке высот от 90 до 100 километров — средние показатели температур тут выше на 20—40 кельвинов и равняются 220—224 кельвинам.[уточнить]
Циркуляция верхней мезосферы и термосферы Венеры сильно отличается от циркуляции нижних слоёв атмосферы. На высотах 90—150 км воздух Венеры перемещается с дневной на ночную сторону планеты, с апвеллингом над освещённым полушарием и даунвеллингом над ночной стороной. Даунвеллинг над ночным полушарием вызывает адиабатический нагрев воздуха, который создаёт над этим полушарием на высотах 90—120 км тёплый слой с температурой около 230 К (−43 °C), что гораздо выше, чем средняя температура, зафиксированная на ночной части термосферы — 100 К (−173 °C). Воздух с дневной стороны также несёт атомы кислорода, которые после рекомбинации образуют возбуждённые молекулы в долгоживущем синглетном состоянии (1Δg), которые затем возвращаются в исходное состояние и испускают инфракрасное излучение на длине волны 1,27 мкм. Это излучение на высотах 90—100 км часто наблюдается с Земли и космических кораблей. Ночная сторона верхней мезосферы и термосферы Венеры является также источником инфракрасной эмиссии молекул СО2 и NO, которая не соответствует локальному термодинамическому равновесию и ответственна за низкую температуру ночной стороны термосферы.
Зонд «Венера-экспресс», используя затмения звёзд, показал, что атмосферная дымка на ночной стороне простирается гораздо выше, чем на дневной. На дневной стороне облачный слой имеет толщину 20 км и простирается приблизительно до 65 км, тогда как на ночной стороне облачный слой в виде плотного тумана достигает высоты 90 км и проникает в мезосферу и даже выше (105 км), уже как прозрачная дымка.
Венера имеет вытянутую ионосферу, расположенную на высоте 120—300 км и почти совпадающую с термосферой. Высокие уровни ионизации сохраняются только на дневной стороне планеты. На ночной стороне концентрация электронов практически равна нулю. Ионосфера Венеры состоит из трёх слоёв: 120—130 км, 140—160 км и 200—250 км. Также может быть дополнительный слой в районе 180 км. Максимальная плотность электронов (число электронов в единице объёма) 3⋅1011 м−3 достигается во втором слое вблизи подсолнечной точки. Верхняя граница ионосферы — ионопауза — расположена на высоте 220—375 км. Основные ионы в первом и втором слое — это ионы O2+, в то время как третий слой состоит из ионов O+. Согласно наблюдениям, ионосферная плазма находится в движении, а солнечная фотоионизация на дневной стороне и рекомбинация ионов на ночной являются процессами, главным образом, ответственными за ускорение плазмы до наблюдаемых скоростей. Плазменный поток, видимо, достаточен для поддержания наблюдаемого уровня концентрации ионов на ночной стороне.
Благодаря данным ультрафиолетового спектрометра, работавшего на борту орбитального зонда Venus Express, астрономы обнаружили в верхнем слое облаков на высоте 70 км озоновый слой над умеренными и полярными областями планеты (от 50° широты и выше).

### Индуцированная магнитосфера

Взаимодействие Венеры с солнечным ветром. Показаны компоненты индуцированной магнитосферы.

Венера не имеет магнитного поля. Причина его отсутствия не ясна, но, вероятно, связана с медленным вращением планеты или отсутствием конвекции в мантии. Венера имеет только индуцированную магнитосферу, образованную ионизированными частицами солнечного ветра. Этот процесс можно представить в виде силовых линий, обтекающих препятствие — в данном случае Венеру. Индуцированная магнитосфера Венеры имеет ударную волну, магнитослой, магнитопаузу и хвост магнитосферы с токовым слоем.
В подсолнечной точке ударная волна находится на высоте 1900 км (0,3Rv, где Rv — радиус Венеры). Это расстояние измерялось в 2007 году вблизи минимума солнечной активности. Вблизи её максимума эта высота может быть в несколько раз меньше. Магнитопауза расположена на высоте 300 км. Верхняя граница ионосферы (ионопауза) находится вблизи 250 км. Между магнитопаузой и ионопаузой существует магнитный барьер — локальное усиление магнитного поля, что не позволяет солнечной плазме проникать глубоко в атмосферу Венеры, по крайней мере, вблизи минимума солнечной активности. Значение магнитного поля в барьере достигает 40 нТл. Хвост магнитосферы тянется на расстояние до десяти радиусов планеты. Это наиболее активная часть венерианской магнитосферы — здесь происходит пересоединение силовых линий и ускорение частиц. Энергия электронов и ионов в хвосте магнитосферы составляет около 100 эВ и 1000 эВ соответственно.
В связи с отсутствием у Венеры собственного магнитного поля солнечный ветер проникает глубоко в её экзосферу, что в дальнейшем ведёт к существенным потерям воды из атмосферы. Потери происходят в основном через хвост магнитосферы. В настоящее время основными типами ионов, которые уходят из атмосферы, являются O+, H+ и He+. Отношение ионов водорода к кислороду составляет около 2 (то есть почти стехиометрическое), то есть указывает на непрекращающуюся потерю воды.

## Облака
Облака Венеры довольно плотны и состоят из сернистого газа и капель серной кислоты. Они отражают около 75 % падающего солнечного света и скрывают поверхность планеты, препятствуя её наблюдению. Благодаря высокой отражательной способности облаков зонд на солнечных батареях мог бы использовать и отражённый от них свет и, таким образом, получать освещение со всех сторон. Это может значительно упростить проектирование и использование солнечных батарей.
Толщина облачного покрова такова, что поверхности достигает лишь незначительная часть солнечного света, и во время нахождения Солнца в зените уровень освещённости составляет всего 1000—3000 люкс. Для сравнения, на Земле в пасмурный день освещённость составляет 1000 люкс, а в ясный солнечный день в тени — 10—25 тыс. люкс. Поэтому на поверхности Венеры солнечная энергия практически не может использоваться зондами. Влажность у поверхности составляет менее 0,1 %. Из-за высокой плотности и отражающей способности облаков суммарное количество солнечной энергии, получаемой планетой, меньше, чем у Земли.
Серная кислота образуется в верхней атмосфере посредством фотохимического воздействия Солнца на углекислый газ, сернистый газ и пары воды. Фотоны ультрафиолетового света с длиной волны меньше 169 нм могут фотодиссоциировать углекислый газ в угарный газ и атомарный кислород. Атомарный кислород весьма реакционноспособен, и когда он вступает в реакцию с сернистым газом, микрокомпонентом атмосферы Венеры, образуется серный газ, который может в свою очередь соединяться с парами воды, другим микрокомпонентом атмосферы. В результате этих реакций образуется серная кислота:
CO2 → CO + O
SO2 + O → SO3
SO3 + H2O → H2SO4
Кислотные дожди Венеры никогда не достигают поверхности планеты, а испаряются от жары, образуя явление, известное как вирга. Предполагается, что сера попала в атмосферу в результате вулканической активности, а высокая температура препятствовала связыванию серы в твёрдые соединения на поверхности, как это было на Земле.
Облака Венеры способны создавать молнии так же, как облака на Земле. Вспышки в оптическом диапазоне, предположительно, являвшиеся молниями, были зафиксированы станциями «Венера-9 и -10» и аэростатными зондами «Вега-1 и -2»; аномальные усиления электромагнитного поля и радиоимпульсы, также, возможно, вызванные молниями, были обнаружены ИСВ «Пионер—Венера» и спускаемыми аппаратами «Венера-11 и -12»:176, 219. А в 2006 году аппарат «Венера-Экспресс» обнаружил в атмосфере Венеры геликоны, интерпретированные как результат молний. Нерегулярность их всплесков напоминает характер погодной активности. Интенсивность молний составляет по меньшей мере половину земной. Молнии Венеры примечательны тем, что они, в отличие от молний Юпитера, Сатурна и (в большинстве случаев) Земли, не связаны с водяными облаками. Они возникают в облаках серной кислоты.
В 2009 году астроном-любитель заметил в атмосфере яркое пятно, впоследствии сфотографированное аппаратом «Венера-Экспресс». Причины его появления неизвестны; возможно, они связаны с активностью вулканов.

## Наличие жизни
Из-за суровых условий на поверхности планеты наличие жизни на Венере маловероятно. Но на Земле существуют организмы, обитающие в экстремальных условиях (экстремофилы), что свидетельствует о возможности обитания подобных организмов и на второй планете Солнечной системы. Термофилы и гипертермофилы процветают при температурах, достигающих температуры кипения воды, ацидофилы живут при уровне рН, равном 3 или ниже, полиэкстремофилы могут выдерживать разнообразные неблагоприятные условия. Помимо них, на Земле присутствуют многие другие типы экстремофилов.
Однако жизнь может существовать в местах с менее экстремальными, чем на поверхности, условиями, например, в облаках. Существует предположение о наличии там форм жизни, подобных бактериям, обнаруженным в облаках Земли. Микробы в плотной, облачной атмосфере могут быть защищены от солнечного излучения соединениями серы в воздухе.
В результате анализа данных, полученных зондами «Венера», «Пионер—Венера» и «Магеллан», в верхних слоях атмосферы обнаружены сероводород (H2S) и сернистый газ (SO2), а также сульфид карбонила (O=C=S). Первые два газа реагируют друг с другом, а это означает, что должен существовать постоянный источник этих газов. Кроме того, карбонильный сульфид примечателен тем, что его трудно воспроизвести только неорганическим путём. Он производится за счёт эффективных катализаторов, требующих больших объёмов веществ разного химического состава. На Земле таковыми катализаторами являются микроорганизмы. Кроме того, часто упускается из виду тот факт, что спускаемый аппарат «Венера-12» обнаружил присутствие хлора на высотах 45—60 км:80, а аэростатные зонды «Вега-1 и -2» подтвердили это:219[прояснить]. Было высказано предположение, что микроорганизмы на этом уровне могут поглощать ультрафиолетовый свет Солнца, используя его в качестве источника энергии. Это могло бы объяснить тёмные пятна, видимые на ультрафиолетовых изображениях планеты. В облаках Венеры были обнаружены и крупные несферические частицы. Их состав пока неизвестен.

## Эволюция
Данные по структуре облаков и геологии поверхности в сочетании с теоретическим выводом, что светимость Солнца за последние 3,8 миллиарда лет увеличилась на 25 %, указывают на то, что 4 миллиарда лет назад атмосфера Венеры была больше похожа на земную, а на поверхности планеты была жидкая вода. Неудержимый парниковый эффект мог быть вызван испарением поверхностных вод и последовавшим повышением уровня парниковых газов. Поэтому атмосфера Венеры — объект пристального внимания учёных, занимающихся проблемами изменения климата на Земле.
На поверхности Венеры нет деталей, указывающих на наличие там в прошлом воды. Но возраст современной поверхности планеты не превышает 600—700 млн лет, и про более древние времена она ничего не говорит. Кроме того, нет причин считать, что на Венеру не действовали процессы, снабдившие водой Землю (воду мог содержать сформировавший планеты материал и (или) привнести кометы). По распространённой оценке, вода до испарения могла существовать на поверхности около 600 миллионов лет, но некоторые учёные, такие как астробиолог Дэвид Гринспун, считают, что это время могло достигать 2 миллиардов лет.

## Наблюдения и измерения с Земли

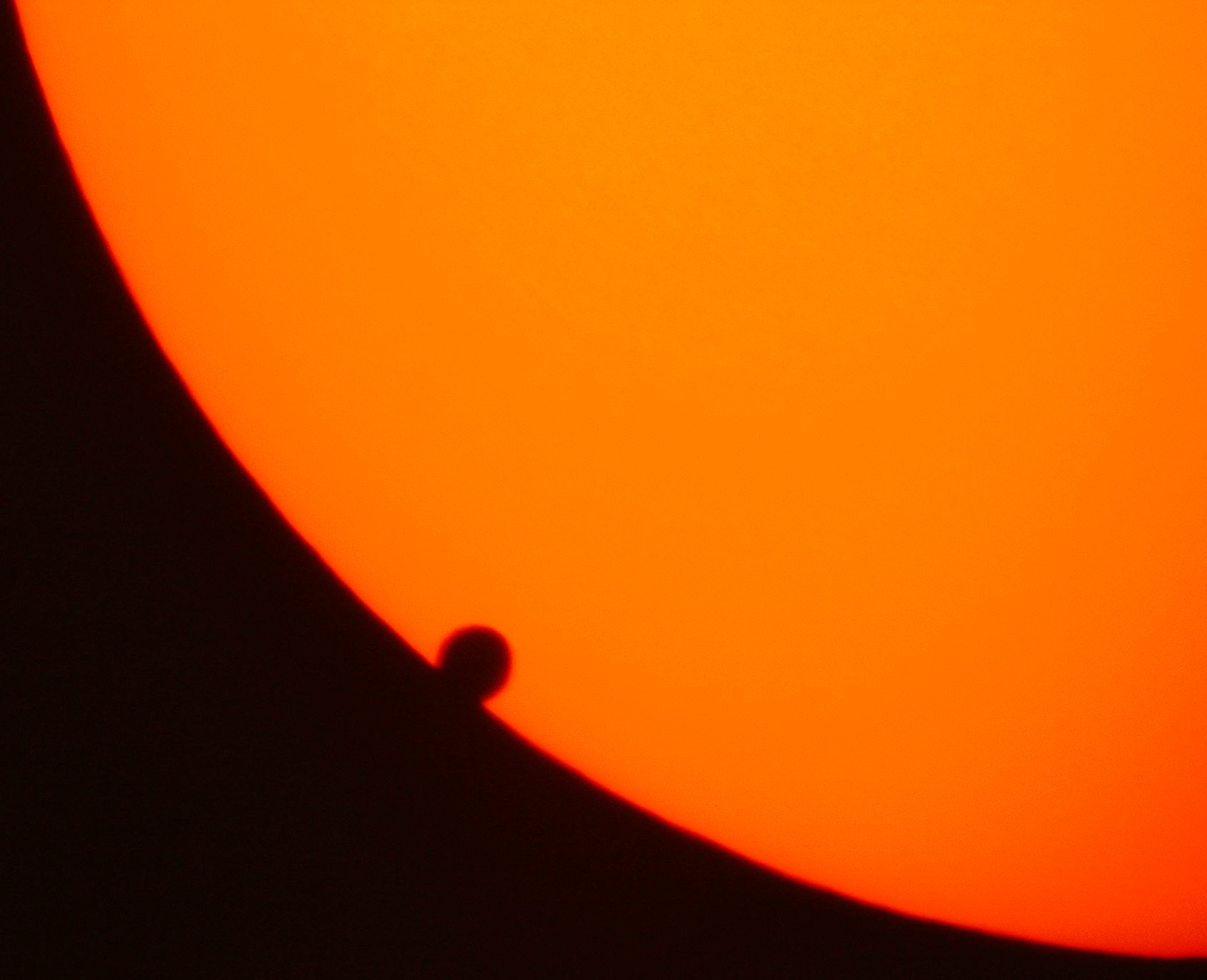
Прохождение Венеры по диску Солнца 8 июня 2004 года позволило получить важную информацию о верхних слоях атмосферы путём спектроскопических измерений с Земли

6 июня 1761 года во время прохождения Венеры по диску Солнца русский учёный Михаил Ломоносов обратил внимание на то, что при соприкосновении Венеры с диском Солнца вокруг планеты возникло «тонкое, как волос, сияние». При схождении Венеры с солнечного диска наблюдался светлый ореол — «пупырь» — вокруг части планеты, находящейся вне Солнца. М. В. Ломоносов дал правильное научное объяснение этому явлению, считая его результатом рефракции солнечных лучей в атмосфере Венеры.
В 1940 году Руперт Вильдт подсчитал, что количество CO2 в атмосфере Венеры достаточно для повышения температуры поверхности выше точки кипения воды. Это предположение было подтверждено зондом «Маринер-2», который осуществил радиометрические измерения температуры в 1962 году. А в 1967 году советский аппарат «Венера-4» подтвердил, что атмосфера состоит в основном из углекислого газа.
Верхние слои атмосферы Венеры можно исследовать с Земли в тех редких случаях, когда планета проходит по диску Солнца. Последнее такое событие произошло в 2012 году. Используя количественную спектроскопию, учёные смогли проанализировать солнечный свет, прошедший через атмосферу планеты с целью обнаружения химических веществ, содержащихся в ней. Этот метод применяется и для экзопланет; первые результаты он дал в 2001 году. Прохождение в 2004 году позволило астрономам собрать много данных, полезных не только для определения состава верхней атмосферы Венеры, но и для усовершенствования методов, используемых в поиске экзопланет. Атмосфера, состоящая в основном из углекислого газа, поглощает ближнее инфракрасное излучение, что делает её доступной для наблюдения этим методом. Во время прохождения 2004 года измерение поглощения солнечного излучения показало свойства газов на этой высоте. Доплеровское смещение спектральных линий позволило измерить характеристики ветров.
Прохождение Венеры по диску Солнца — чрезвычайно редкое событие. В последний раз оно было в 2012 году, до этого — в 2004 и 1882 годах, а в следующий раз будет только в 2117 году.

## Дальнейшие исследования

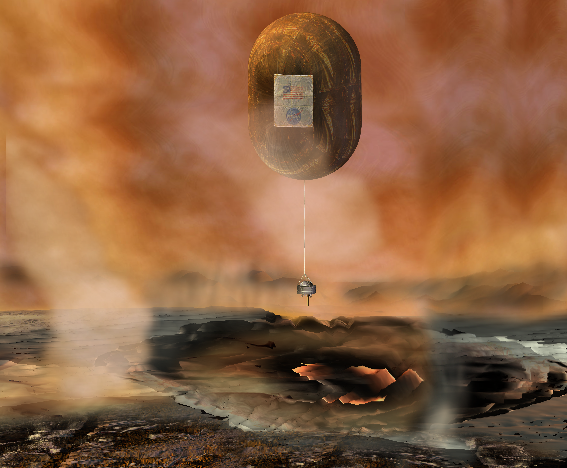
Зонд Venus In-Situ Explorer, предложенный в рамках программы НАСА New Frontiers

С 2006 по 2014 год планету исследовал орбитальный аппарат «Венера-экспресс» с использованием инфракрасной спектроскопии в области спектра 1—5 мкм. В мае 2010 года был запущен зонд «Акацуки» японского аэрокосмического агентства, предназначенный для исследования планеты в течение двух лет, включая изучение структуры и активности атмосферы. Манёвр выхода на орбиту вокруг Венеры в назначенное время (декабрь 2010) закончился неудачей, но это удалось сделать через 5 лет.
Предложенный в рамках программы New Frontiers зонд Venus In-Situ Explorer, предположительно, будет исследовать Венеру с помощью орбитального аппарата, аэростата и посадочного модуля. Данные, собранные зондом, могут дать представление о процессах на планете, которые привели к изменению климата, а также подготовиться к следующей миссии по доставке образца с планеты.
Другая миссия, «Venus Mobile Explorer», была предложена Аналитической группой по исследованию Венеры (VEXAG) с целью изучения состава, а также выполнения изотопного анализа поверхности и атмосферы. Дата запуска пока не определена.
В рамках Федеральной Космической программы Россия планирует в 2029 или 2031 году запустить к Венере аппарат «Венера-Д», в число задач которого будет входить и изучение атмосферы. В частности планируется провести исследования, определяющие:
- профили температуры, давления, тепловых потоков, скорости ветра;
- строение, состав и микрофизические параметры облаков;
- химический состав атмосферы, включая инертные газы, а также изотопный состав;
- строение ионосферы, экзосферы, магнитосферы;
- скорость потерь составляющих атмосферы[63].

Когда было обнаружено, что условия на поверхности Венеры очень неблагоприятны, внимание учёных сместилось в сторону других целей, таких как Марс. Тем не менее к Венере было направлено много миссий, и целью некоторых из них была малоизученная верхняя атмосфера. В рамках советской программы «Вега» в 1985 году были сброшены два аэростатных зонда, которые дрейфовали в атмосфере Венеры 46 часов 30 минут, а установленные на них научные приборы передавали собранную информацию на Землю. Они питались от батарей и прекратили работу, когда батареи разрядились. С тех пор изучение верхних слоёв атмосферы не проводилось. В 2002 году подрядчик НАСА — компания Global Aerospace — предложила воздушный шар, который мог бы оставаться в верхних слоях атмосферы в течение сотен земных дней.
Вместо воздушного шара Джеффри А. Ландисом был предложен летательный аппарат на солнечных батареях, и эта идея время от времени фигурировала в литературе с начала 2000-х годов. Венера имеет высокое альбедо и отражает большую часть солнечного света, что делает освещённость поверхности низкой. Но на высоте 60 км интенсивность отражённого от облаков света (приходящего снизу) лишь на 10 % меньше интенсивности света, приходящего непосредственно от Солнца. Таким образом, солнечные батареи сверху и снизу аппарата могли бы использоваться с почти равной эффективностью. Это обстоятельство, а также неисчерпаемость солнечной энергии, немного меньшая сила тяжести, высокое давление воздуха и медленное вращение планеты делают этот слой атмосферы удобным для размещения исследовательского аппарата. Предложенный летательный аппарат работал бы лучше всего на высоте, где солнечный свет, давление воздуха и скорость ветра позволят ему оставаться в воздухе постоянно, иногда немного опускаясь на время порядка нескольких часов. Поскольку серная кислота в облаках на этой высоте не является угрозой для защищённого аппарата, то этот так называемый «солнечный летательный аппарат» мог бы проводить измерения в области между 45 км и 60 км неограниченно долго, пока непредвиденные проблемы не выведут его из строя. Ландис также предложил исследовать поверхность планеты роверами, подобными «Спириту» и «Оппортьюнити», но с тем различием, что роверы Венеры будут управляться компьютерами, находящимися на аппарате в атмосфере.